# Husmand
En husmand er indehaveren af et husmandssted, der er betegnelsen for de mindste landbrugsejendomme.
I 1700-tallet var de fleste husmandssteder på under fem tønder land. Omkring år 1900 var et husmandssted en ejendom på højst 15 tønder land og med mindre end én tønde hartkorn.
De fleste husmænd var fæstehusmænd eller lejehusmænd. Efter 1850 steg antallet af selvejere. Ved jordlovene fra 1919 opstod begrebet statshusmænd. Her lejede husmændene statsejet jord, der blev administreret af Statens Jordlovsudvalg.
I 1700-tallet og 1800-tallet var husmandsbrugene så små, at en familie ikke kunne leve af dem. De fleste husmænd måtte arbejde som daglejere (landarbejdere). Andre var fiskere eller håndværkere (fx smede). Læreren (degnen) var også husmand: han drev et lille landbrug, der var ejet af sognet (kommunen).
Andre husmandsbrug blev brugt til aftægt (pension). Præsteenker fik tildelt et enkesæde, der som regel var et husmandsbrug. I 1700-tallet blev nogle husmandsbrug brugt som aftægtsboliger for tidligere gårdmænd.

## Husmænd under landsbyfællesskabet

### Typer
Ved husmænd forstås beboere af huse på landet med eller uden jord. Disse huse lå som regel på landsbyernes "gade", og man kan derfor møde betegnelsen gadehusmand, i modsætning til indsiddere og inderster, der enten boede hos en gårdmand eller i et hus liggende på jord tilhørende en gård. I ældre tid optræder undertiden også betegnelserne gårdsæde og bolsmand, idet bol kunne betegne en fjerdingsgård eller ottingsgård. På Sjælland har betegnelsen parcellist været anvendt som en betegnelse for en husmand. På Bornholm bruges betegnelsen avlsbruger. I Sønderjylland brugtes tidligere betegnelsen kådner.
Huse lod sig inddele efter, om de var jordløse eller havde egen jord og hvor meget. I forbindelse med matriklen af 1688 er der foretaget en opgørelse over huse fordelt på 3 grupper: huse uden jord, huse skyldsat til under ¼ tønde hartkorn samt huse skyldsat til ¼-1 tønde hartkorn. Ifølge denne opgørelse fandtes i hele landet 9.180 huse uden jord, 7.416 huse med under ¼ tønde hartkorn og 5.564 huse med ¼-1 tønde hartkorn. Næsten ⅔ af de jordløse huse lå på øerne, kun ⅓ i Jylland, hvor omvendt begge klasser af huse med jord udgjorde omkring ⅔ af alle, mens kun omkring ⅓ af disse lå på øerne. Det samlede antal huse i hele landet var 22.160 mod 58.172 gårde (alle kategorier).
Huse, hvad enten de havde jord eller ej, kunne ikke forsørge en familie, så mange husmænd måtte have en næringsvej ved siden af eventuelt husdyrhold og dyrkning. Som regel var der tale om håndværk. Hvilke håndværk, der kunne være tale om, blev fastlagt i Danske Lov (3-13-23), hvori det hedder: "Ingen Haandværksmand maa bo paa Landsbyen undtagen Grovsmede, Tømmermænd, Bødkere, Teglbrændere, Pottemagere, som gjøre sorte Potter, Hjulmænd, Murmestere, Skindere, Vævere, som væver Vadmel, Blaar- og Hampelærred, Skræddere, som sy Vadmel, og de Skomagere, som sy Bøndersko. Vilkårene for disse håndværksgrupper kunne variere betydeligt fra sted til sted og over tid. Smedene var nødvendige i landbosamfundet, og smede regnedes i almindelighed til de mest velstående blandt husmændene. Bygningshåndværkere og hjulmænd kunne ofte kun tjene som binæring, og i mange tilfælde blev de to typer af håndværk forenede af samme person. Skræddere kunne undertiden påtage sig opgaver også uden for bondestanden, som godsejere, præster, skovridere, og i sådanne tilfælde kunne de skabe sig mindre overskud. Formodentlig har man ikke taget lovens begrænsninger så nøje, eller der er blevet givet dispensation. Noget lignende gælder for skomagere, og i henhold til et påbud fra 1690, måtte der kun være en skomager i hvert sogn, men også her synes der at være givet dispensation på grund af nogle sognes udstrækning. Træskomagere omtales sjældent i 1600- og 1700-tallet. Vævere synes i ældre tid at have været få, først efter lempelser i 1737, der åbnede mulighed for at væve alle slags lærred, synes antallet af vævere at være vokset, sikkert ofte dog kun som binæring.
Andre grupper, som regnedes til husmænd, var hyrder og vangevogtere, fiskere langs kysterne og sømænd samt husmænd der drev handel eller krohold, kulsviere, skorstensfejere, dyrlæger (hestegildere) og "natmænd". For disse grupper var vilkårene ofte mere svingende, og mange måtte i perioder supplere indkomsten med betleri.
Endelig blev skoleholdere og klokkere ofte sidestillede med husmænd.

### Vilkår
I 1600- og 1700-tallet kunne der være en betydelig social mobilitet mellem gårdmænd og husmænd. Unge landsmandsfamilier begyndte ofte som husmandsfolk, mens de ventede på, at den rigtige fæstegård blev ledig. Ældre gårdmænd, der ikke længere havde kræfter til at drive en hel gård, blev ofte husmænd í deres sidste år. Børn af husmænd og gårdmænd giftede sig ofte med hinanden.
Det fleste husmænd var fæstehusmænd. For at fæste et hus måtte de betale indfæstning, som regel 1-2 rigsdaler, samt yde landgilde og hoveri. Hvor landgilden blev ydet i naturalier, kunne der være tale om nogle få skæpper havre eller lam, gås, høns og æg. Nogle husmænd måtte yde ½-2 ottinger smør i landgilde, og ved kysten kunne fiskere yde fx ½ torsk i landgilde. Hoveriet blev i ældre tid ofte ydet som arbejde kaldet ugedage, men efterhånden blev det mange steder erstattet af en pengeydelse, ikke mindst på krongodser. Husmandshoveriet havde ofte karakter af at være et supplement til fæstegårdmændenes hoveri og kunne omfatte havearbejde, arbejde i laden og tærskning men også fragt af breve eller drift af stude, svin og får til et marked eller en købstad, ligesom tilsyn med gærder, vange, led og skovområder kunne forekomme. Der kunne undertiden gives afgiftsfrihed, hvis en husmand selv havde opført sit hus, men ellers var det kun gamle, syge og invalider, der blev fritaget.
Husmænd havde ikke medbestemmelsesret under landsbyfællesskabet, men nok møderet og kunne sammen med møllere, enker og andre blive indstævnet i forbindelse med vedtagelse af landsbyvedtægten. I den forbindelse måtte de bidrage til et "igangsgilde" med ½ eller ¼ tønde øl "eftersom han haver råd dertil". Under landsbyfællesskabet havde husmænd normalt græsningsret i det mindste på overdrev, og mange husmænd holdt af samme grund indtil 1740-erne på Sjælland ofte mindst 1 ko, i Jylland 2 køer og 4-5 får eller mere, mens ret få husmænd holdt svin. Mange husmænd havde kun "lejekvæg". Jordløse husmænd måtte betale for retten til græsning.. Husmænd kunne få tilladelse til at lade deres får og gæs græsse på overdrev og fælleder. Et mindre antal husmænd holdt heste og kunne i visse områder, fx Jægerspris og Hørsholm godser, skaffe sig ekstra indkomster ved kørsel.
I den udstrækning, husmænd var håndværkere, kunne de få en del af deres betaling i naturalier i lighed med hvad der var tilladt for tjenestefolk i henhold til en forordning fra 1655.
Med hensyn til skatter gik de jordløse husmænd naturligvis fri ved jordskatter, men de blev til gengæld ramt af de mange ekstraskatter, som i årene fra 1677 til 1692 blev gennemført, således ramte ildstedskatten af 14. august 1677 husmændene med 2-4 mark, kop- (person-) og kvægskatten af 9. september 1678 ramte de fleste husmandsfamilier med 1 rigsdaler i kopskat og i gennemsnit 2 mark i kvægskat. Da rytteriet blev indført i slutningen af 1600-tallet og senere, lod mange husmænd sig "leje" af bønderne for at opfyldes disses forpligtelse til at stille folk, og under de egentlige krigsår ramte udskrivningerne husmændene hårdt.
Gregers Begtrup gav i Beskrivelse af Agerdyrkningens Tilstand i Danmark i første bind om "Sjælland og Møen" følgende skildring af husmændenes vilkår forud for landboreformerne:
"Førend Udskiftningen var Huusmandens Forfatning høist maadelig, han var til Byrde for sig selv, og til Ruin for Gaardmanden. Huusmanden havde en maadelig Hytte, med en lille Kaalhave til, men ingen Jord. Proprietairen var derfor nødt til at see igjennem Fingre med Hussmandens Lønnesæd hos Gaardmanden, og at han havde en Koe, eller 4 Faar paa Græs paa Byens Fælled. Mængden tillod det saa mefet hellere, fordi de forudsaae, at de selv vilde blive Huusmænd, og haabede med Tiden at nyde samme Skjel.
For Hoveriets Skyld arbeidede Huusmanden hos Bonden, 3 til 4 Dage ugentlig, fra St. Hansdag til Mikkelsdag, derfor nød han i Løn 2 Tdr. Byg 2 Tdr. Havre og 1 eller 2 Læs Høe, og lidet i Penge. Paa de magre Jorder, hvor Bonden kun avler to til tre Fold Havre, hvilken Jord ellers aldrig blev gjødsket, kjører Bonden Huusmandens Gjødning ud, som han har sanket, deels af bemeldte Sraa, deels af Aske og Tørvesmul.Huusmanden nyder da de to første aars Grøde, derefter høster Bonden selv Grøden. Bonden gjødskede overmaade tykt med Huusmandens Gjødske, dermed gjødedes sædvanlig til 1 eller 1½ Skp. Land. Bonden tillod ham at skjære Tørv hos sig, kjørte den hjem, og viste ham andre Villigheder med sin Hest og Vogn.
Uden for Høstens Tid kunde Huusmanden knap faae Arbeide aarets halve Søgnedage, og bestod da Dagleien i Føden og 3 Skllg. daglig de lange Dage, og 6 Skllg. de korte. Med disse Skillinger kunde Huusmanden ei betale Extraskat, Huusleje, klæde sig selv, føde Kone og Børn. Deraf fulgte, i de fleste Egne, at naar Huusmanden havde fortæret sin Lønsæd, gik han om i Landet og betlede.
Gaves hist og her i en Bye en velhavende Huusmand, ødelagte han de fattige Gaardmænd ved sin ublue Aager, som gik i flere hundrede Procent. Laante Bonden af den rige Huusmand 5 til 10 Rdlr., for at betale Skatter med, eller kjøbe Korn for, maatte Gaardmanden tillade ham, at han saaede til Halvt med ham, give ham Eng til nogle Læs Høe, føde og græsse et par Køer, nogle Faar m.v.
Huusmanden stod overalt i det uheldige Forhold at ham enten maatte lide Nød og betle, eller leve paa Bondens Bekostning. Endog paa Proprietair-Godserne kunde dette Onde ikke hæves. Det eneste Proprietairen kunde gjøre var at skaffe Huusmanden noget at fortjene paa Hovedgaarden med Grøvtegravning, Steengjærdesætning m.v. I misvæxtaar, eller dyre Kornaar var Huusmandens Kaar særdeles søgelig. Af hans usle Dagleie kunde han ikke leve, og i slige Aar var mindst at fortjene."

## Husmænd under landboreformerne
Frem til landboreformerne var husmændenes rettigheder og pligter nogenlunde faste. Ganske vist kunne de, som fæstegårdmænd og indsiddere, blive pålagt nye skatter og andre forpligtelser, som undertiden kunne være meget belastende, men der blev ikke ændret grundlæggende ved deres vilkår. Det skete først ved gennemførelsen af landboreformerne.

### Jord til husmænd
Udskiftningen indebar, at den ret, som husmændene hidtil havde haft til græsning på overdrev og fælled, bortfaldt, fordi disse områder nu blev inddraget til vedvarende dyrkning. Mange i samtiden forstod, at selve grundlaget for husmændenes husdyrhold dermed blev undergravet, idet disse ikke længere havde muligheden for græsning. Ligeledes var der i samtiden mange, der mente, at for at kompensere for dette tab burde husmændene få et mindre jordtilliggende, som de kunne anvende til græsning, i gennemsnit ca. 3 tønder land. Under de tidlige udskiftninger blev løsninger på dette spørgsmål fundet fra gang til gang: i nogle tilfælde blev der udlagt en husmandslod i tilknytning til hver gårdlod, i andre tilfælde blev husmandssteder flyttet ud i samlede "kolonier" på tidligere overdrev eller oprettede på jord tilhørende godserne, i atter andre tilfælde blev enkelte gårde nedlagt og jorden opdelt på husmandslodder, og i nogle tilfælde fik husmænd ingen erstatning for tabet af deres hidtidige rettigheder.
Spørgsmålet blev taget op af Den Store Landbokommission nedsat i 1786, midt under udskiftningerne. Forholdsvis kort efter kommissionens oprettelse fremlagde dens sekretær, Christian Colbjørnsen, et promemoria dateret 18. september 1786, hvori han kommenterede en bestemmelse i Danske Lov (3-13-7), ifølge hvilken godsejere kunne fratage bønder et jordstykke imod at denne til gengæld fik en nedsættelse af landgilde og skatter. Colbjørnsen mente, at hvis dette skete, skulle bonden også have kompensation i sit hoveri, og fandt det uheldigt, at bestemmelsen åbnede mulighed for, at en bonde kunne miste et jordstykke, som han havde ofret tid og kræfter på at gøre mere dyrkningsegnet. I samme spørgsmål forelagde godsejeren på Frydendal, V.A. Hansen, på mødet i kommissionen den 4. december 1786 et forslag om, at der skulle kunne fratages bønder jord "for at forsyne jordløse huse med nogle få tdr. land" for "at afværge, at husmændene med deres familier ej skal udsættes for at sulte ihjel, især hvor udskiftningen sker mand og mand imellem". Dette udspil blev taget og og udvidet af kommissionen, som foreslog, "at det ikke alene skulle tillades ved udskiftninger at tillægge husmændene nogen jord til dyrkning, hvilket dog ikke måtte overgå 3 á 4 tønder land middelmådig jord, men at dette endog skulle have sted, hvor udskiftningen allerede var sket, når husmændene derved ingen jord var bleven tillagt, dog at der i det sidste tilfælde ikke blev taget mere jord til dette brug fra nogen gård end 4 tønder land". Det skulle være amtmandens og landvæsenskommissærernes opgave ved eventuelle klager at undersøge, om sådanne var berettigede og under alle omstændighed sikre, at ingen gård mistede så megen jord, at den ikke længere lod sig drive på rimelige vilkår. Det blev endvidere fastlagt, at husmænd skulle pålægges en afgift af den jord, som de derved fik tillagt, "hvilken afgift skal erlægges til husbonden, som igen godtgør fæsteren samme i sin landgilde". Skoleholdere skulle tildeles en jordlod, der var dobbelt så stor som husmænd, i overensstemmelse med en forordning fra 1781. Der var med andre ord tale om et forslag, der skulle tage lige stort hensyn til alle berørte parter.
Dette standpunkt blev til dels imødekommet ved forordningen af 8. juni 1787, der fastslog, at hvis en bonde blev frataget en del af sin jord, burde denne "ikke alene nyde billig afkortning derfor i de skatter, landgilde og hoveri, som svares af gården, men endog forholdsmæssig tilbagebetaling af de ved tiltrædelsen givne indfæstningspenge". Hovedprincippet var, at den husmænd tillagte jord skulle sikre græsning for og vinterfoder til 1 ko og 4 får pr. husmand, i visse tilfælde med et stort antal husmænd dog kun 1 ko eller 4 får. Senere, ved plakat af 25. november 1801, blev grænsen for husmandsjord forhøjet til græsning for 2 køer og 6 får.

### Arvefæste
Et andet spørgsmål, der vedrørte husmændene, var muligheden for overgang til selveje. I dette spørgsmål valgtes samme mellemløsning som for mange fæstebønder, nemlig overgang til arvefæste. Arvefæstet var, især af de årsager, der hang sammen med dets oprindelse, mest udbredt i Nordsjælland, dels på de tidligere krongodser, dels på institutionsgodser. Arvefæstet var da blevet udbredt på det nordsjællandske krongods, universitetets, kommunitetets og andet offentligt gods samt på 18 andre godser, heraf 7 der hørte under Sorø Akademi. På krongodset i Kronborg og Frederiksborg amter blev der i årene 1796-1805 i alt udstedt 53 arvefæsteskøder på huse, heraf var en del til degne, gartnere og købmænd, og endnu i 1830 var der kun udstedt omkring 200 arvefæsteskøder på huse. På et punkt var disse skøder en hæmsko: husmænd måtte ikke anskaffe sig mere end een huslod, fordi husene blev opfattet som boliger for landarbejdere, men derved forhindrede man husmænd i at forbedre deres stilling, og Rentekammeret fik da også igennem flere år talrige ansøgninger om mulighed for at kunne sammenlægge to eller flere jordlodder, og i 1801 blev det tilladt husmænd at tilkøbe endnu en huslod; inden da havde man i praksis tilladt husmænd at drive en ekstra jordlod nominelt på vegne af en søn eller datter for en kortere periode. En del initiativrige husmænd tog under de nye vilkår initiativ til at arvefæste præstegårdes og hovedgårdes tilliggender. Ifølge en officiel opgørelse var der 7.331 arvefæstehuse i 1835 fordelt som følger efter den daværende amtsinddeling:
| Amt (1793-1970) | Huse med jord | Huse uden jord | I alt |
| --------------- | ------------- | -------------- | ----- |
| København       | 697           | 1.939          | 2.636 |
| Frederiksborg   | 1.293         | 481            | 1.774 |
| Holbæk          | 180           | 55             | 235   |
| Sorø            | 167           | 45             | 212   |
| Præstø          | 90            | 7              | 97    |
| Bornholm        | 864           | 603            | 1.467 |
| Maribo          | 164           | 58             | 222   |
| Svendborg       | 76            | 13             | 89    |
| Odense          | -             | -              | -     |
| Vejle           | -             | -              | -     |
| Århus           | 8             | 2              | 10    |
| Randers         | 13            | 3              | 16    |
| Ålborg          | 3             | -              | 3     |
| Hjørring        | 203           | -              | 203   |
| Thisted         | -             | -              | -     |
| Viborg          | 75            | 68             | 143   |
| Ringkøbing      | 6             | -              | 6     |
| Ribe            | 87            | 131            | 218   |
| Kongeriget      | 3.926         | 3.405          | 7.331 |

kilder:
 Den dertil allernaadigst anordnede Commission: Statistisk Tabelværk, 2. hæfte; Kiøbenhavn 1837; s. 137
Arvefæstet var ikke jævnt udbredt over landet. Tyngdepunktet lå gennem hele 1800-tallet i Nordsjælland, især Nordøstsjælland, mens det var mindre udpræget på store dele af resten af øen. På Fyn spillede det kun en rolle i Svendborg Amt. I Jylland lå tyngdepunktet i Hjørring Amt, Viborg Amt og i Ribe amt, hvor tyngdepunktet lå i de kongerigske enklaver i Sønderjylland.

### Husmandshoveri
Også spørgsmålet om regulering af husmændenes hoveri kom op i forbindelse med landboreformerne. Mens der var bred støtte til at nedbringe eller afskaffe hoveri for gårdmænd, fordi man anså det for ønskeligt, at gårdmændene brugte flest mulige kræfter på at drive deres egne ejendomme, så var det anderledes med husmændene, der i stor udstrækning blev opfattet som en arbejdskraftreserve, som kunne inddrages, når der var behov for det. Som Gregers Begtrup skrev i sin Beskrivelse af Agerdyrkningens Tilstand i Danmark i bindet om Sjælland: husmandens formål var at "være den større jordbruger til hjælp i hans avlsdrift" som daglejer. Huslodden burde derfor "ej være større, end at han i de to dage om ugen kan besørge de og skænke de øvrige til sine naboers gavn". Hoveriet tenderede derfor imod at blive en forøget byrde for husmænd. C.D. Reventlow, som udarbejdede en betænkning om hoveriet, kommenterede husmændenes forhold således: "disse for hvilke vore love så godt som slet ikke har sørget, og som dog udgør den talrigeste del af bondestanden, bør nu også nyde godt af vor konges milde omsorg for denne stand". Reventlow foreslog, at det i husmændenes fæstebreve udtrykkeligt skulle fastlægges, hvor mange arbejdsdage husmændene skulle yde.
I 1771 havde en forordning fastsat hoveri i forhold til hartkorn. Ifølge denne skulle et fæstehus skyldsat til ½ tønde hartkorn yde 16 arbejdsdage, hvilket ville være mindre end ⅓ af det sædvanlige antal "ugedage" (en ugedag blev regnet til 52 arbejdsdage om året). Generallandvæsenskommissionen måtte derfor gennemføre en omfortolkning gående ud på, at forordningens bestemmelser kun gjaldt for gårde på mindst 1 tønde hartkorn, mens huse skulle yde hoveri i henhold til deres fæstebreve. Imidlertid var det ikke alle husmænd, som havde et fæstebrev, og mange fæstebreve indeholdt ikke nærmere bestemmelser om hoveriets omfang. Derfor lod Danske Kammer under ledelse af Tyge Rothe i september 1771 indkalde oplysninger fra godsejerne om hvilket hoveri, man i fremtiden ville forlange. Det indsendte oplysninger var langt fra tilfredsstillende, men de viste, at i Jylland havde 20% ydet ugedage, på Fyn 48% men på Sjælland kun 2,7%. Bag denne lave andel skjuler sig imidlertid, at mange godsejere havde sikret sig at være frit stillet med hensyn til ugedagsarbejde eller betaling af et erstatningsbeløb kaldet arbejdspenge. Især håndværkere foretrak betaling af arbejdspenge for at yde direkte hoveri.
Den 25. marts 1791 udkom forordning om håndhævelse af god orden ved hoveriet på godser i Danmark. Sammen med lov om politivæsenet på landet indeholdt forordningen bestemmelser om, at almuen skulle efterkomme hoveripåbud. Arbejdsdagen blev sat til 10 timer "så længe dagen det tillader" med 2 timers pauser. Uforsvarligt arbejde skulle give bødestraf, ligeledes trods, opsætsighed og udeblivelse. Skønt bestemmelserne egentlig rettede sig mod bønder blev der senere ofte henvist til dem i fæstebreve for husmænd. Men nogen yderligere bestemmelser blev ikke udarbejdet fra statens side, og hele spørgsmålet endte med at blive henvist til frivillige hoveriaftaler.

## Husmænd efter landboreformerne
I 1803 gav Gregers Begtrup en skildring af husmændenes forhold efter landboreformerne. Han skelnede mellem tre grupper: husmænd bosatte på hovedgårdsjord, afbyggere og husmænd på landsbyjord. Om husmændene på hovedgårdsjorden hedder det:
"Der gives Huusmænd paa Hovedgaardens Marker. Disse have i Almindelighed Opsigt med Hovledene, og kaldes derfor Lede eller Vangevogtere. Ligeledes gives Huus med en Have, eller Vænge til for Gaardens givte Tjenestetyende og Haandværksfolk, saasom Kudst, Skjøtte, Ladefoged, Smed, Snedker, Muurmester, Teglbrænder, Postbud. Disse nyde noget Maanedskorn f.Ex. maanedlig 2 Skp. Rug, og 2 Skp. Byg, og et Læs Høe, lidet Ildebrand, Befrielse for Huuspenge og Extraskatten, og noget vist i Penge.
Ligesom der gives Huse paa Hovmarkerne for at have Opsigt med Græskreaturerne, at ingen Ufred tilføjes Hovmarkerne af fremmed Qvæg, atter andre, som ere forpligtede til at oprense og vedligeholde Mellemgrøfterne, og holde visse Favne Hegn vedlige, saaledes gives ogsaa i Skovene Huusmænd, saasom Skovfogedhuuse til at passe Ledene, holde Hegnet om Skoven vedlige, og have derfor et Huus med noget Jord frit, eller en Koes Græsning, og efter Omstændigheder visse Penge, Sæd, Brændsel m.v."

Begtrup nævner som eksempler herpå, at Aagaard havde 5 sådanne huse, Sæbygaard 8 huse, Ringsted Kloster 11 huse, Eriksholm 10 huse og Gjeddesdal 12 huse.
Om afbyggerne hedder det: "Foruden det Slags Huusmænd gives ogsaa andre, som ere Afbyggere paa Hovmarkerne, og enten betale Penge, eller for Jordafgiften gjøre Arbeide. Selsøe, i Roeskilde Amt, har af Hovedgaardens Mark udlagt 141½ Tdr. Lang Ager og Eng, som er fordeelt paa 16 ny Afbygere, som svare i Jordafgift 2 Rdlr. pr. Tønde Land. Bidstrupgaard ved Roeskilde har taget to af Gaardens Marker, hvis Areal af Ager og Eng er 144 Tdr. Land, til 18 Huuse, hvis Fæstere deraf forrette hver to Arbeidsdage ugentlig, og 4 Høstdage aarlig paa egen Kost, men svare ingen videre Afgift. Disse Huusmænd staae sig vel ved denne Accord, og tre Huusmænd holde tilsammen 1 Karl med Kost og Løn, som gaaer for dem paa Gaarden, og forretter deres Arbeidsdage. Af Holbeks Ladegaards Jorder ere 170 Tdr. tildeelt 21 Huusmænd paa Gaardens Grund, som af Huuset og Jorden forrette ugentlig 3 Arbeidsdage til Gaarden. Saaledes paa flere Gaarde. Det er en nyere Maade, som finder ved Hoveriets Afskaffelse mere og mere Bifald, og kan formodes at blive meget almindelig."
Den tredje gruppe af husmænd var dem, hvis huse lå med egen jord skaffet til veje enten ved, at bøndergårde med Rentekammerets tilladelse var blevet nedlagte for at skaffe den nødvendige jord, eller efter udflytningvar blevet opførte på mindre jordlodder i tilknytning til de enkelte gårde, eller var blevet opførte på tidligere overdrev, eller de var forblevet beliggende i landsbyerne men "have erholdt Gadejord, Gaards- og Haugepladser til deres Huuse. Disse have faaet mindst Jord, et Vænge, nogle Skpr. Land, fra 4, 8, 12 til 16 Skp., men da det er den bedste og fedeste Jord, og giver af Byg, uden Gjødske, 12, 16 til 20 Fold, søges de med Begjærlighed."
Af de af Begtrup indsamlede oplysninger fremgår, at husene som regel havde mellem 1½ og 12 tønder land. Nogle husmænd gik sammen om at holde heste til pløjning af deres jordlodder, andre lånte heste og plov af bønder mod selv at yde denne tjeneste hos dem. Husmændene måtte betale 4 rigsdaler i husleje eller 4-6 mark pr. fag hus, idet disse ofte bestod af 6-8 fag stuehus og 4 fag udhus. I nogle tilfælde skete betalingen med penge, i andre ved arbejde, og netop denne i datiden relativt høje betaling gjorde etablering af lejehuse tiltrækkende både for godsejere og for bønder. Opførelse af lejehuse synes at have taget et opsving fra 1820-erne. Skønt arvefæstet, fæste på livstid, var i fremgang, forekom traditionelt fæste fortsat, og i disse tilfælde befandt husmændene sig i en udsat stilling, idet de kunne opsiges med varsel, og dette kunne ramme især de svageste og ældste.
Landboreformerne havde stillet gårdmænd og husmænd uens, og i løbet af 1800-tallet blev skellet mellem husmændene og gårdmændene større og større; blandede ægteskaber blev sjældnere. Antallet af både landhåndværkere og daglejere var voksende, og huse til disse blev ofte placerede i de gamle, delvist udflyttede landsbyer. I tilknytning til bønders selvejerkøb var det udbredt som led i finansieringen at frasælge større eller mindre jordlodder for at dække en del af betalingen, og derved blev åbnet mulighed for dannelse af nye småbrug.

### Sværere vilkår
Gennem hele første halvdel af 1800-tallet var det husmændenes lod at som led i sit indkomstgrundlag måtte arbejde for godser og bønder. I 1830-erne og 1840-erne oplevede husmændene stigende indfæstninger og afgifter og i det hele taget stadigt hårdere vilkår ved fæste eller leje af huse. En undersøgelse af hoveriet for husmænd på en række godser i Randers amt viser, at et stort antal husmænd måtte yde flere arbejdsdage i årene 1830-1839 end man havde ydet i årene 1790-1799. Husmændene kom derved til at overtage det hoveri, som gårdmænd tidligere havde ydet. Reallønnen for husmænd synes i 1840-erne at have været stagnerende eller endda faldende. Netop i disse år oplevede gårdmændene derimod fremgang blandt andet i forbindelse med voksende kornsalg til England. Dette kan have været årsagen til, at der i midten af 1840-erne skete en stigende agitation for forbedring af husmændenes vilkår.
På dette tidspunkt var det to førende agitatorer skolelærer Rasmus Sørensen og husmand og væver Peder Hansen (1801-1854). Rasmus Sørensen havde i 1830-erne været aktiv i de missionske forsamlinger, men vendte nu sin opmærksomhed mod landbopolitikken. Han var medstifter af Almuevennen (København)Almuevennen og var fra 1843 politisk agitator på fuldtid. Peder Hansen startede sin virksomhed som skribent men begyndte også at rejse omkring og mødte under disse rejser Rasmus Sørensen. På samme tidspunkt kom landbospørgsmålet i forgrunden på stænderforsamlingen i Roskilde, især i sæsonen 1844-1845. Den 30. juni 1845 blev der afholdt et stort folkemøde på Ulkestrup Mark i Holbæk amt, der viste landbobevægelsens styrke, og efterfølgende begyndte husmænd at samles og stille fælles krav på godserne om ændrede vilkår. Disse begivenheder førte til udstedelsen af bondecirkulæret af 8. november 1845, der forbød både afholdelse af møder uden tilladelse fra det stedlige politi og deltagelse af personer fra andre sogne i sådanne møder. Denne sidste bestemmelse var især rettet imod Rasmus Sørensen og Peder Hansen og vakte betydelig kritik. Den førte til oprettelsen af Bondevennernes Selskab den 14. maj 1846. Selskabet fik hurtigt voksende tilslutning og nåede i midten af 1847 op på 5.631 medlemmer. Planlagte reformer af landbolovgivningen måtte opgives, men under indtryk af udbruddet af Treårskrigen samt det forhold, at mange godsejere var af tysk herkomst, udviklede sig en voksende bevægelse for landboreformer, der fik støtte fra De Nationalliberale, som ønskede en forfatningsreform. Som følge af dette folkelige pres blev vedtaget en række provisoriske reformer, som især rettede sig imod husmændenes forhold: den 5. maj 1848 lettedes mulighederne for uformuende for at få bolig på landet, den 17. maj blev muligheden for at oprette stamhuse ophævet og den 27. maj blev pligtarbejde som led i afgifterne ved fremtidige fæste- og lejeaftaler for huse forbudt, ligesom der skete andre lettelser i husmændenes vilkår.
Allerede i 1807 havde kronprinsregenten ønsket, at godsejernes (ridefogedernes) revselsesret overfor husmændene og husmandskonerne skulle afskaffes, men det skete ikke. Revselsesretten forsvandt først i 1848.
Husmændene fik valgret til Rigsforsamlingen i 1848 (og til Folketinget fra 1849). De fik begrænset kommunal valgret i 1855 og fuld kommunal valgret i 1908.
I 1848 blev husmand Hans Hansen valgt som Præstøkredsens repræsentant i Rigsforsamlingen, men han blev presset til at nedlægge sit mandat, inden møderne i forsamlingen startede. Den første husmand i Folketinget blev parcellist Lars Andersen Hækkerup, der repræsenterede Næstvedkredsen i 1849-1852.
Ved folketingsvalgene 1849-1898 blev der som regel kun valgt én eller to husmænd – ved nogle valg slet ingen. Fra 1901 blev der valgt et større antal husmænd fordelt mellem Venstre, Det Radikale Venstre og Socialdemokratiet.

### Husmandsbevægelsen indtil 1920
Efter 1850 blev der gjort flere forsøg på at organisere husmændene. Den første moderne husmandsforening blev dannet af Peder Madsen på Samsø den 5. august 1888 under navnet Samsø Arbejderforening. Den fik først følgeskab i 1896, da Jens Clausen i Klim-Vester Thorup-Vust sogne oprettede en husmandsforening i Han Herred.
Den første egnsforening (kredsforening) blev dannet i 1901. Det var Husmandsforeningen Fremad, der fra begyndelsen dækkede Salling, Fjends og Ginding Herreder. Senere blev Fjends Herreds Husmandsforening en selvstændig kredsforening, mens husmændene i Ginding Herred tilsluttede sig kredsforeningen Hjerm-Ginding Herreders Husmandsforening. I 1918 brød Ginding Herreds husmænd ud og dannede kredsforeningen Vinderup-egnens Husmandsforening.
Da husmandsbevægelsen opstod omkring år 1900, var hovedkravet, at husmændene skulle ligestilles med de øvrige grupper i samfundet. Man forlangte ikke særlige rettigheder for husmændene, og man lagde vægt på et samfundssind, hvor hele samfundets tarv skulle varetages. Husmændenes sociale og politiske krav blev første gang rejst i Køge Resolutionen, der blev vedtaget af de sjællandske husmænds sendemænd i 1902. Fra 1902 blev der dannet sammenslutninger i landsdelene (Jylland, Fyn, Sjælland, Lolland-Falster og Bornholm). De samvirkende danske Husmandsforeninger blev oprettet i 1909-1910.
I 1890'erne kom de første husmandslove. Formålet var at skaffe arbejdskraft til de større landbrug. De statshusmandsbrug, der blev oprettet efter disse love, var så små, at ejerne måtte tage arbejde som daglejere. De husmandsbrug, der blev oprettet i 1919-1955, var som regel så store, at en sparsommelig familie kunne leve af bruget.
Siden Det Radikale Venstre blev oprettet i 1905 har dette parti ofte haft et uformelt samarbejde med husmandsforeningerne. De fleste husmænd var venstrefolk eller radikale. En mindre gruppe var socialdemokrater.
I begyndelsen af 1900-tallet blev der oprettet private udstykningsforeninger. De opkøbte større gårde, som de udstykkede til husmandsbrug.
1910 dannede husmændene hovedorganisationen "De samvirkende danske Husmandsforeninger".
Efter 1919 blev udstykningen koordineret af Statens Jordlovsudvalg. De større udstykninger gik i stå efter 1955. Efter 1960 er mange husmandsbrug blevet nedlagt.
Ved det første landstingsvalg efter grundloven af 1915 i 1918 røg en del godsejere ud af tinget. I stedet blev der valgt husmænd – især radikale og socialdemokrater.

### Den sønderjyske husmandsbevægelse
I Sønderjylland var modsætningen mellem husmænd og gårdmænd dybere end i Nørrejylland. Før Genforeningen 1920 var det slesvigske socialdemokrati en meget tysksindet afdeling af (SPD). Dette betød, at de dansksindede småkårsfolk var politisk og fagligt hjemløse.
I 1911 blev Dansk Arbejderforening dannet af husmænd, landarbejdere, by-arbejdere, håndværkere og småhandlende. Ved krigsudbruddet i 1914 måtte stifteren maskinsmed P. Mink fra Haderslev flygte til Danmark. Foreningen overlevede ikke trykket fra de preussiske myndigheder.
Kort tid før den tyske revolution i efteråret 1918 blev der dannet en Sønderjysk Arbejderforening. Fra 1920 til 1924 repræsenterede typograf Christian Lageri (1876-1951) fra Haderslev "Sønderjysk Arbejderforening" og Det Radikale Venstre i Folketinget. Arbejderforeningen udgav ugebladet Sønderjyden.
Sønderjysk Arbejderforenings landforeninger i Haderslev, Åbenrå og Tønder amtsrådskredse dannede De samvirkende sønderjyske Husmandsforeninger den 14. november 1920. Landforeningerne i Sønderborg amtsrådskreds tilsluttede sig derimod De samvirkende jyske husmandsforeninger.

## Det 20. århundrede (efter 1920)
Før mekaniseringen af de mindre landbrug satte ind omkring 1960, var boelsmanden og hans familie ofte fuldtidsbeskæftigede på deres landbrug. Mange af de oprindelige familielandbrugere var derfor boelsmænd, mens de egentlige husmænd ofte havde arbejde ved siden af deres landsbrug. I 1950'erne og tidligere havde gårdmændene som regel ansat fremmed medhjælp. Før 1960 var det derfor kun meget få gårdmænd, der var familiebrugere.
1962 gennemførtes den nye liberaliserede jordpolitik med ændring i lov om landbrugsejendomme, hvorved det blev muligt at ophæve landbrugspligten på brug indtil 5-9 ha jord. Fra 1971 blev der fri adgang til sammenlægning af landbrugsejendomme op til samlet jordtillæggende på 100 ha.
1993 husmandsforeningerne navn til Dansk Familielandbrug.

## Husmænd i det 21. århundrede
Den 1. januar 2003 gik Landboforeningerne og Familielandbruget ind i organisationen Dansk Landbrug. Samtidigt dannede utilfredse medlemmer af Familielandbruget Landsforeningen Frie bønder – Levende land. Fra 2007 begyndte Frie Bønder – Levende Land samarbejde med den verdensomspændende småbondeorganisation Via Campesina, Nordbruk i Sverige samt småbrukarlaget i Norge.
Frie bønder organiserer landmandsfamilier, der ejer mindre og mellemstore landbrug, typisk under 100 ha. Der er både heltids- og deltidslandmænd blandt medlemmerne. Frie bønder samarbejder blandt andet med gårdbutikkerne. Frie Bønder Levende Land arbejder for at flere får adgang til landbrugsjord bl.a. gennem nye udstykninger. Desuden ønsker Frie Bønder mere liv i landdistrikterne med flere familiebrug og er derfor med i Landdistrikternes Fællesråd. I 2009 kom foreningen med et oplæg til en ny udstykningsplan: "Dalby-modellen", hvor urentable storlandbrug udstykkes til nye familielandbrug.
Der findes 12 regionale foreninger for familielandbrugere. Disse regionale foreninger er tilsluttet Dansk Landbrug. Desuden er der fra 22. marts 2006 dannet en fælles forening for Bornholm (Bornholms Landbrug).

## Forfattere som prægede husmandsbevægelsen
Johan Skjoldborg (1861-1936) har gennem sine fortællinger, romaner, skuespil og foredrag været med til at forbedre husmændenes vilkår. Hans romaner vakte stor social debat og blev toneangivende for husmandsbevægelsen.
Både Skjoldborg og Jeppe Aakjær (1860-1930) har begge påpeget husmændenes dårlige kår. Aakjær holdt ofte foredrag om fattiges vilkår. Aakjærs råd til husmændene i sine taler var ofte under mottoet: ”Rot jer sammen imod overmagten!”.
Carl Theodor Zahle (1866-1946) var en dansk politiker og forfatter. I 1905 var Carl Theodor Zahle med til at stifte Det Radikale Venstre, og han var statsminister to gange (i 1909-1910 og igen i 1913-1920). Han har særligt i sit politiske virke været med til at forbedre husmændenes kår.